# Ligne de partage des eaux
Pour l’article homonyme, voir Ligne de partage des eaux (segmentation).
Ne doit pas être confondu avec Le Partage des Eaux.

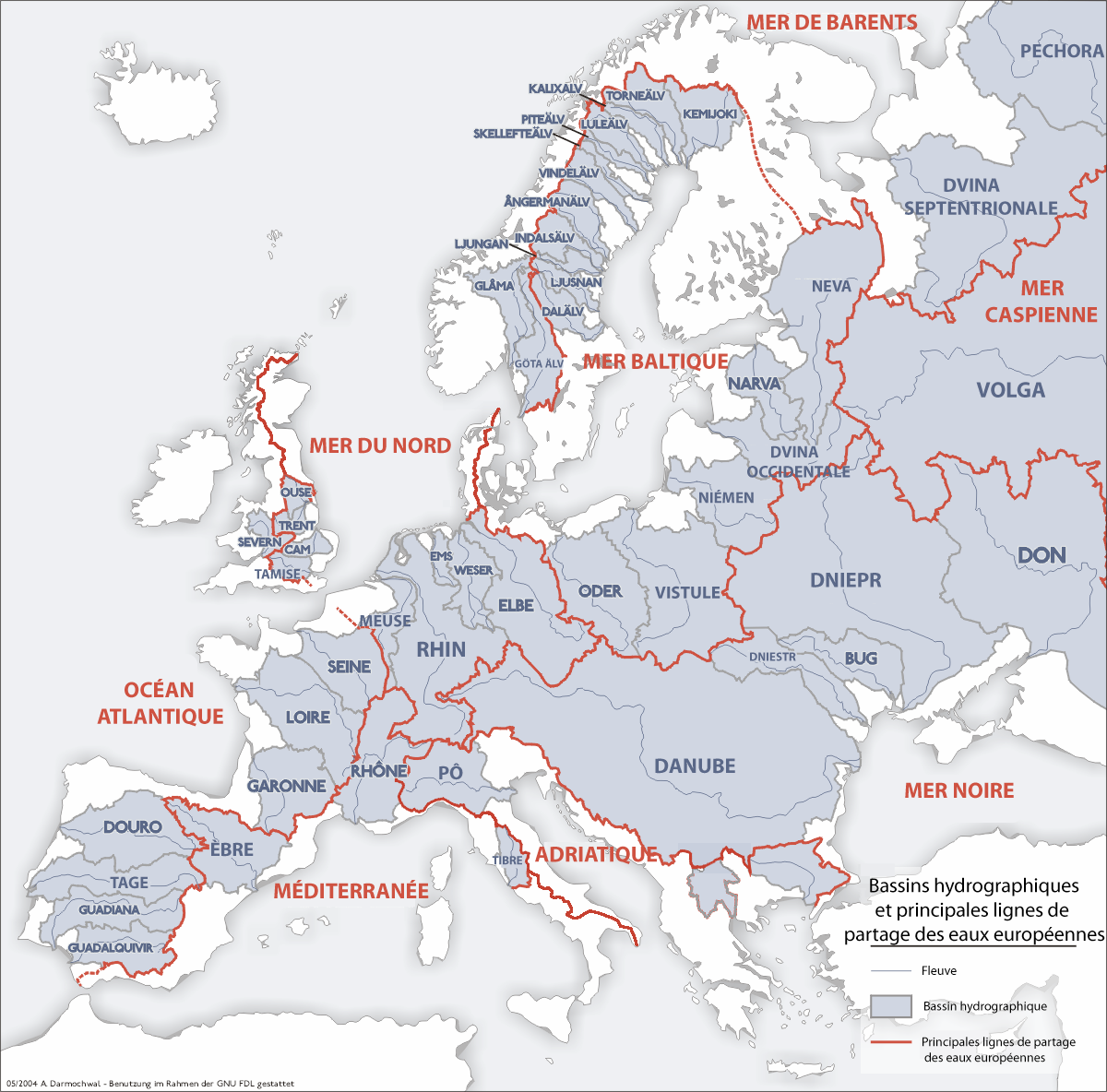
Principales lignes de partage européennes (lignes rouges) séparant les bassins (régions grisées).

La ligne de partage des eaux est une limite géographique qui divise hydrographiquement en plusieurs bassins versants. Plus précisément, de chaque côté de cette ligne, les eaux de pluie s’écoulent vers des exutoires différents. Le plus souvent, cette ligne, longue et sinueuse, correspond à une ligne de crêtes topographiques parcourant des hauteurs composées de montagnes, de collines, voire de simples ondulations de terrain. 
Mais, parfois, des couches géologiques profondes et imperméables ou des parcours souterrains redirigent l'écoulement de l’eau vers une vallée séparée par une ligne de crête de la vallée où cette pluie est tombée. Souvent après une perte, il y a alors résurgence, comme au Guelh de Joèu des sources de la Garonne.

Principaux bassins versants d’Amérique du Nord. En violet, les bassins versants de cours d'eau se jetant dans l’océan Pacifique, en vert dans l’Arctique, en bleu clair dans l’Atlantique, en bleu nuit dans la mer des Caraïbes et le golfe du Mexique, enfin en beige marron, le Grand Bassin.

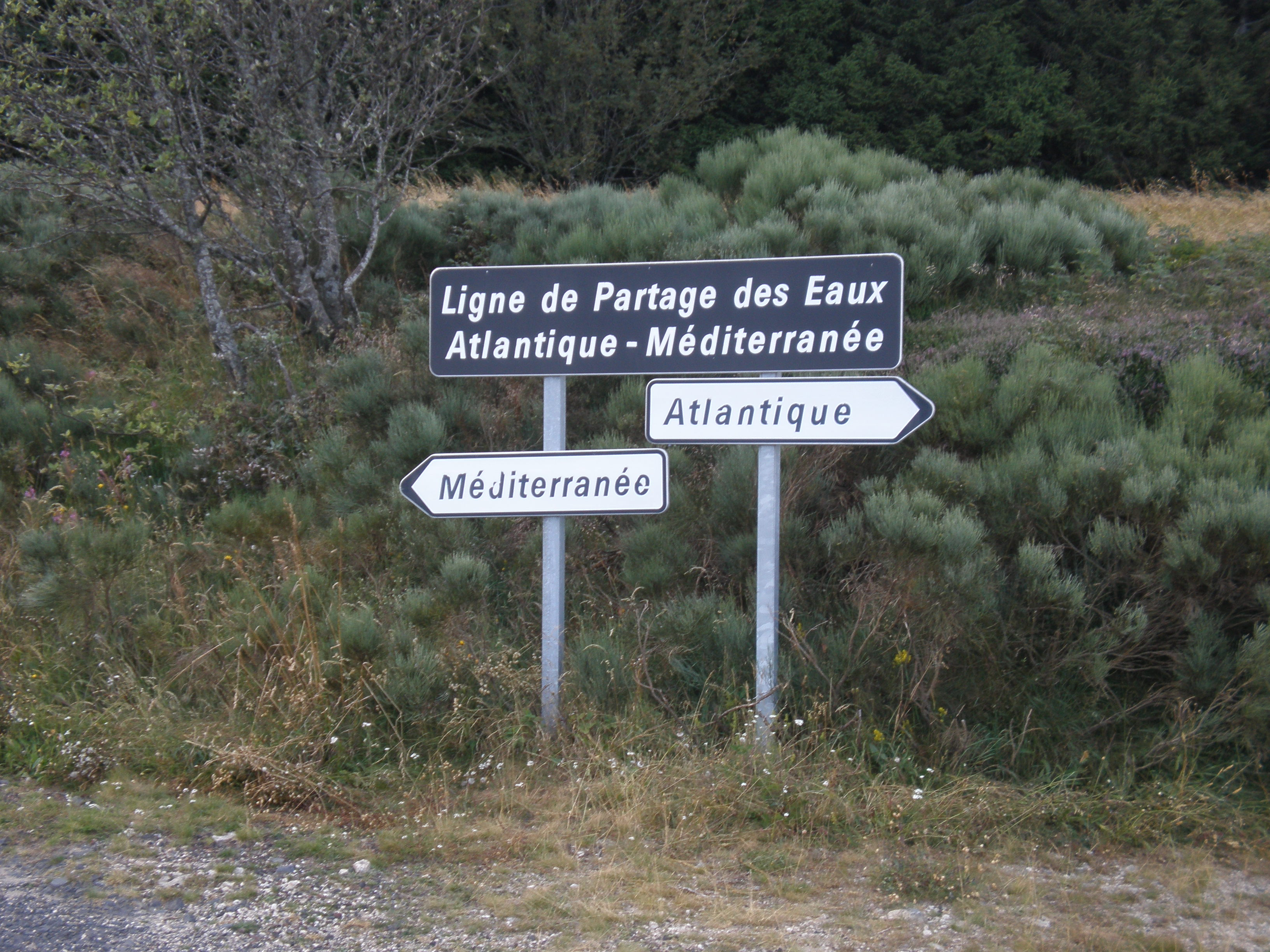
Panneau indiquant la ligne de partage des eaux en Ardèche.

## Types de lignes de partage des eaux
Les lignes de partage des eaux peuvent être distinguées en trois principaux types.

### Ligne continentale de partage des eaux
Sur les lignes continentales, les eaux s'écoulent de chaque côté vers différents océans. Tous les continents, sauf l'Antarctique, ont plusieurs lignes continentales de partage des eaux.
En Eurasie, la principale ligne continentale va du détroit de Gibraltar au détroit de Béring ; elle sépare successivement les bassins maritimes suivants :
- Atlantique et Méditerranée (du détroit de Gibraltar au plateau de Langres) ;
- Mer du Nord (et Baltique) et Méditerranée (et Adriatique, Mer Noire , etc.) ;
- Mer du Nord (et Baltique) et bassin endoréique (Caspienne et Asie centrale) ;
- océans Atlantique et Arctique, et bassin endoréique (Caspienne et Asie centrale) ;
- océan Arctique et océan Pacifique.

L'Afrique possède trois lignes continentales de partage des eaux, séparant les bassins versants de la Méditerranée, de l'océan Indien (mer Rouge incluse) et de l'Atlantique ; elles se rejoignent en un point triple situé au sud-est du lac Victoria. 
Les Amériques possèdent aussi trois lignes continentales de partage des eaux, séparant les bassins versants de l'Atlantique, du Pacifique et de l'Arctique. La principale ligne continentale va du détroit de Béring au cap Horn ; elle suit les Montagnes Rocheuses, l'isthme de Panama et les Andes.

### Grande ligne
Sur une grande ligne, les eaux s'écoulent de chaque côté vers un même océan mais sans jamais se rejoindre auparavant, comme la ligne de partage des eaux entre le bassin du fleuve Jaune et celui du Yang-Tsé, ou entre la Loire et la Garonne.

### Petite ligne
Sur une petite ligne, les eaux s'écoulent vers deux rivières distinctes, mais se rejoignent lors d'une confluence avant de rejoindre ensemble un océan ou une mer, telles que la ligne de partage des eaux entre la Loire amont et l'Allier.

## Points triples
Quand trois lignes de partage des eaux délimitant trois bassins versants se rencontrent, elles créent un point triple (= tripoint hydrographique).

### En France

#### Point tripleRhône-Rhin-Meuse
Entre les bassins versants maritimes du Rhône (par la Saône) vers la mer Méditerranée, du Rhin (par la Moselle) vers la mer du Nord et celui de la Meuse vers la mer du Nord, ce point triple est situé dans le département des Vosges sur la commune de Monthureux-le-Sec, légèrement au nord de l'Émetteur du Haut de Dimont (48° 09′ 53″ N, 6° 00′ 42″ E, altitude cotée : 446 m).

#### Point tripleRhône-Seine-Meuse
Entre les bassins versants maritimes du Rhône (par la Saône) vers la mer Méditerranée, de la Seine (par la Marne) vers la Manche et celui de la Meuse vers la mer du Nord, ce point triple est situé dans le département de la Haute-Marne sur le plateau de Langres, sur la commune de Val-de-Meuse (et l'ancienne commune de Récourt),, au sud des vestiges de la voie romaine de Langres à Bourbonne-les-Bains, à proximité du chemin de Falouande (47° 56′ 29″ N, 5° 30′ 17″ E, altitude : 453 m) sur un site localement aplani.

#### Point tripleRhône-Seine-Loire
Ce point triple entre les bassins versants du Rhône (par la Saône) vers la Méditerranée, de la Seine vers la Manche, et de la Loire vers l'océan Atlantique se trouve dans le département de la Côte-d'Or sur la commune de Meilly-sur-Rouvres, identifié sur la carte IGN à la jonction de la route nationale 81 (D 981) et du chemin communal de la Vachère, au bout de la « Pièce du Pâtis » (47° 12′ 12″ N, 4° 32′ 54″ E, altitude : 439 m).
Trois rivières prennent leur source à proximité de ce point triple :
- l'Arroux, un affluent de la rive droite de la Loire ;
- l'Ouche, un affluent de la rive droite de la Saône, elle-même affluent du Rhône ;
- et l'Armançon, un affluent de l'Yonne, qui se jette elle-même dans la Seine.

#### Point tripleRhône-Loire-Garonne

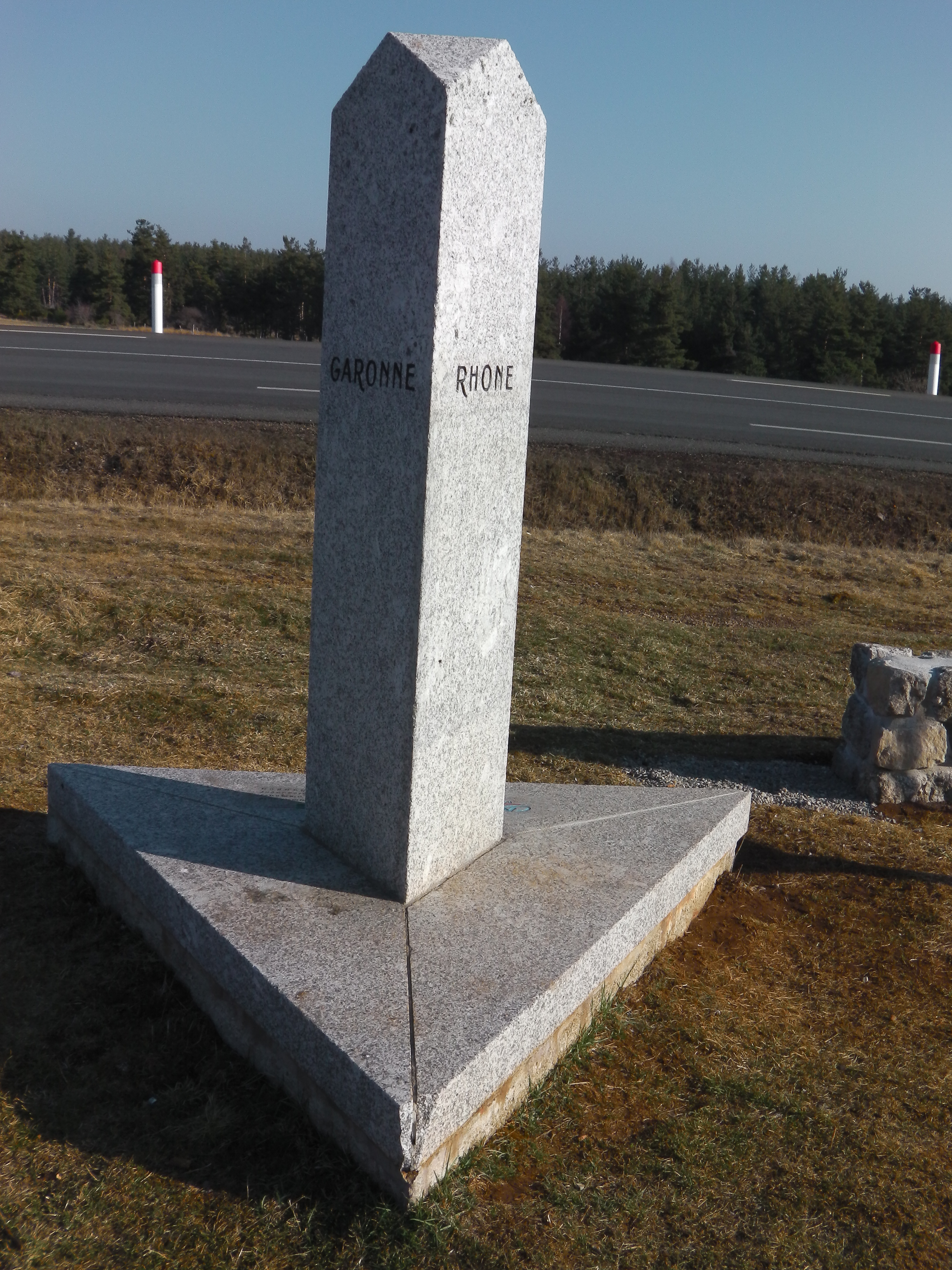
Monument peu éloigné du tripoint de partage des eaux entre Loire, Garonne et Rhône, sur les communes de Laubert et de Montbel en Lozère, près du col de la Pierre Plantée.

Le tripoint entre le Rhône vers la mer Méditerranée, la Loire vers l'océan Atlantique et la Garonne vers le golfe de Gascogne se trouve en Lozère, entre Mende et Langogne, sur la commune d'Allenc très proche de la limite avec celle de Belvezet, à un « sommet » du mont Planas (44° 33′ 12″ N, 3° 43′ 23″ E, altitude : 1 273 m), à quelque 600 m au Nord-Ouest du « carrefour de la Pierre Plantée », traversé par le GR7, avec un menhir à proximité qui a donné son nom au lieu.
Pour évoquer ce tripoint sur un lieu fréquenté, à 6 km de là vers le Nord-Ouest, sur la RN 88 et sur la commune de Laubert, au col de la Pierre Plantée (ne pas confondre avec le précédent carrefour), un monument en forme de prisme triangulaire a été élevé en 2001 (44° 35′ 17″ N, 3° 39′ 34″ E, altitude : 1 264 m), à distinguer d'une autre colonne voisine surmontée d'une croix.

#### Point tripleLoire-Charente-Dordogne
Le point triple entre les bassins versants de la Loire par la Gorre, de la Charente par la Tardoire et de la Dordogne par la Dronne se trouve dans le département de la Haute-Vienne sur la commune de Pageas, identifié au sud du hameau du Mazaubert, sur un sommet avec un château d'eau (45° 39′ 36,75″ N, 1° 01′ 00,75″ E, altitude : 463 m).

#### Point quadruple
L'existence d'un quadripoint dans le département de l'Aisne entre les bassins de la Meuse, de l'Escaut, de la Somme et de la Seine est évoquée dans un document de 1809. Ceci voudrait dire que les tripoints Meuse-Escaut-Seine et Escaut-Somme-Seine se trouvent en un même lieu. Or, il a été démontré que ces deux tripoints se trouvent à une distance de 9,3 km, le premier sur le territoire de la commune d'Hannapes (Aisne) (49° 59′ 37″ N, 3° 36′ 23″ E, altitude : 175 m), le deuxième sur la commune d'Aisonville-et-Bernoville (Aisne) (49° 56′ 06″ N, 3° 31′ 15″ E, altitude : 163 m).

## Usage comme frontière politique
Lorsqu'elle est facilement identifiable dans les zones montagneuses, la ligne topographique de partage des eaux sert souvent de base juridique à la délimitation de frontières. 
C’est le cas, par exemple, dans les Alpes à la frontière entre la France et l'Italie ou dans les Pyrénées avec l'Espagne, dans les Andes entre l'Argentine et le Chili ou dans l’Himalaya entre la Chine et le Népal. Cependant, cette règle comporte plusieurs exceptions notoires : dans les Alpes avec la commune de Vallorcine en Haute-Savoie (vallée de l’Eau-Noire), le lac du Mont-Cenis en Savoie (haute vallée de la Cenise), la Vallée Étroite dans les Hautes-Alpes, dans les Pyrénées avec le Val d'Aran espagnol (constituant la haute vallée de la Garonne) ou encore la haute-Cerdagne (haute vallée du Sègre), dans le Jura avec une partie de la commune française de Jougne (haute vallée de la Jougnena) ou la commune suisse du Clos-du-Doubs (épingle du Doubs). Ce sont de bons exemples d’entorses dues à des considérations politiques ou historiques.